# Gabriel Palatchi
Gabriel Palatchi (Buenos Aires, 3 de agosto de 1982) es un pianista, compositor, productor musical y arreglista argentino. Durante su carrera ha trabajado en géneros como el jazz latino, el tango, el funk y el klezmer.

## Biografía

### Primeros años
Palatchi nació el 3 de agosto de 1982 en Buenos Aires, Argentina. Antes de cumplir los diez años, empezó a tocar el piano. Estudió música clásica en el Conservatorio Superior de Música Manuel de Falla de su ciudad natal y obtuvo el título en Producción Musical. En 2008 se licenció en música en la Escuela de Música Contemporánea (EMC), afiliada al Berklee College of Music, enfatizando en géneros como el blues, el tango y el jazz latino. A continuación, viajó a Cuba y estudió con el pianista Chucho Valdés. Durante el siguiente año realizó presentaciones musicales, principalmente en México y Canadá. Más adelante realizó presentaciones en Buenos Aires con el grupo Brizuela Méndez, dirigido por Gody Corominas, y luego empezó a trabajar como músico y productor en solitario.

### Carrera
En 2010 lanzó su primer álbum, un esfuerzo en solitario llamado Diario de Viaje, elegido como uno de los mejores discos de jazz latino del año por la emisora Jazz FM Toronto. Latin Jazz Net señaló que el álbum "trabaja los modismos y metáforas de varias culturas no tan dispares en una fina mezcla homogénea que es a la vez deliciosa y bastante llena de sorpresas [...] es una mirada fresca a los motivos musicales populares de Argentina, Perú, Colombia, México y Cuba".
En 2013 lanzó su segundo álbum, Caja Musical. World Music Report señaló un alejamiento de los "excesivos solos" a la facilitación en los arreglos para que el "color de América Latina presente su música de manera auténtica". Dos años después publicó su tercer álbum, titulado Trivolution, con un trío formado por José González en la batería y Kerry Galloway en el bajo. Después del lanzamiento salió de gira por Argentina, México, Canadá y Europa, comenzando en Toronto en junio de 2015.
En 2017, Palatchi grabó Made in Canada - Live, un disco que Latin Jazz calificó como "visceralmente emocionante". El músico ha actuado en numerosos eventos, como el Festival Internacional de Jazz de Vancouver y el Festival de Jazz de Kaslo.

## Discografía
- Made in Canada - Live (2017)
- Trivolution (2015)
- Caja Musical (2013)
- Diario de Viaje (2010)

## Premios y reconocimientos
- 2015: Global Music Awards[10]